# Zaïnsk
Zaïnsk - Заинск (rus) - és una ciutat de la República del Tatarstan, a Rússia.

## Història
Zaïnsk fou al començament una fortalesa, fundada entre els anys 1652 i 1656. Rebé l'estatus de vila el 1962, i s'ajuntà amb la vila de Novi Zai el 1978 per formar la vila de Zaïnsk.